# A Hundred Million Suns
A Hundred Million Suns är det femte studioalbumet från skotska alternativ rock-bandet Snow Patrol. Albumet släpptes på Irland 24 oktober 2008, i Storbritannien och resten av Europa 27 oktober 2008.  och i USA 28 oktober 2008. Den första singeln från albumet var "Take Back The City" som släpptes 10 oktober på Irland och i Tyskland och Belgien. Låten har som högst varit nummer 32 på amerikanska "Hot Modern Rock Tracks". Andra singeln "Crack the Shutters" nådde en niondeplacering på iTunes Stores "Alternative Songs"-lista. I Storbritannien debuterade albumet på en andraplacering med 100 330 sålda exemplar.
Albumet spelades in i Hansa Studio i Berlin och Grouse Lodge Studio på Irland under sommaren 2008 tillsammans med producenten Garret "Jacknife" Lee.
På A Hundred Million Suns har Snow Patrol lämnat stilen från tidigare produktioner. Sångaren Gary Lightbody har sagt att han ville göra ett mer uppmuntrande album än tidigare. Istället för att beskriva ett förhållandes slut så är det nya albumet skrivet om ett fungerade förhållande. De har själva beskrivit albumet som deras bästa hittills.
3 oktober 2008 tillkännagav Snow Patrol sin "Take Back The Cities"-turné. Turnén innehöll endast fyra spelningar som reklam för albumet. Turnén startade på Irland och Nordirland i städerna Dublin och Belfast för att sedan flytta över till fastlandet med spelningar i Edinburgh och London. Den avslutades på 48 timmar med start 26 oktober i Dublin. 

## Låtlista
Alla texter skrivna av Gary Lightbody. All musik skriven av Snow Patrol.
1. "If There's a Rocket Tie Me to It" - 4:20
2. "Crack the Shutters" - 3:21
3. "Take Back the City" - 4:40
4. "Lifeboats" - 4:42
5. "The Golden Floor" - 3:20
6. "Please Just Take These Photos from My Hands" - 4:26
7. "Set Down Your Glass" - 3:44
8. "The Planets Bend Between Us" - 4:18
9. "Engines" - 5:10
10. "Disaster Button" - 3:58
11. "The Lightning Strike" - 16:19
  - "What If This Storm Ends?" - 5:09
  - "Sunlight Through the Flags" - 4:15
  - "Daybreak" - 6:51